# Königsbrück
Königsbrück (hornolužickosrbsky Kinspork) je město v německé spolkové zemi Sasko. Nachází se v zemském okrese Budyšín v Horní Lužici a má přibližně 4 700 obyvatel. Je součástí správního společenství Königsbrück.

## Historie
Königsbrück byl poprvé zmíněn v roce 1248. Vznikl pravděpodobně krátce předtím jako hraniční pevnost mezi Míšeňským markrabstvím a českou Horní Lužicí. Rozvoj města je úzce spjat se středověkou obchodní stezkou Via Regia, která procházela také Budyšínem, Zhořelcem a Kamencem. Na hranici se vybíralo královské mýto. V roce 1331 získal Königsbrück městská práva. Königsbrück byl strategicky důležitým pohraničním městem v Horní Lužici, a proto se zejména města Lužického Šestiměstí bránila jakémukoli zastavování města. Například páni ze Schönfeldu jako míšeňští vazalové chtěli v roce 1350 prodat město Königsbrück míšeňskému markraběti, ale obyvatelé Budyšína tomu násilím zabránili a město přivedli zpět pod českou Korunu. V letech 1439-1579 vlastnili město páni z Donína, jejichž majetek byl poprvé označován jako panství v roce 1527. Po smrti Christopha z Donína se město a panství Königsbrück vrátilo ke Koruně české jako zaniklé léno. Císař Ferdinand I. jej roku 1562 prodal zpět Casparovi z Donína, který jej v témže roce nechal povýšit na čtvrté stavovské panství Horní Lužice.

## Geografie
Městem protéká řeka Pulsnitz. Okolní krajinu tvoří převážně lesy a přibližně 6 km jihovýchodně od města se nachází hora Keulenberg.

## Správní členění
Königsbrück se dělí na 3 místní části:
- Königsbrück
- Gräfenhain
- Röhrsdorf